# Melodic Storm
「Melodic Storm」（メロディック ストーム）は、日本のバンドストレイテナーのメジャー5枚目のシングルである。2006年1月18日発売。発売元は東芝EMI。

## 概要
- 前作から9ヶ月ぶりとなるシングル。『Dear Deadman』の先行シングルとなった。
- 初回限定版にはステッカー封入。

## 収録曲
1. Melodic Storm(3:44)
作詞・作曲：ホリエアツシ、編曲：ストレイテナー
スペースシャワーTV 2006年度1月期 POWER PUSH
weather info. 2006年1月のBGM。
バンドの楽曲で屈指の知名度を誇り、2023年現在もかなりの確率でライブで演奏される。
2. Dive(4:18)
作詞・作曲：ホリエアツシ、編曲：ストレイテナー
『Dear Deadman』のレコーディングで最後に出来た曲。

## 収録アルバム
1. Melodic Storm
『Dear Deadman』（DEAR EDIT）